# Colletes fusconotus
Colletes fusconotus är en biart som beskrevs av Cockerell 1919. Colletes fusconotus ingår i släktet sidenbin, och familjen korttungebin. Inga underarter finns listade i Catalogue of Life.